# Хердванген-Шёнах
Хердванген-Шёнах (нем. Herdwangen-Schönach) — община в Германии, в земле Баден-Вюртемберг. 
Подчиняется административному округу Тюбинген. Входит в состав района Зигмаринген.  Население составляет 3327 человек (на 31 декабря 2010 года). Занимает площадь 36,52 км².
Коммуна подразделяется на 17 сельских округов.

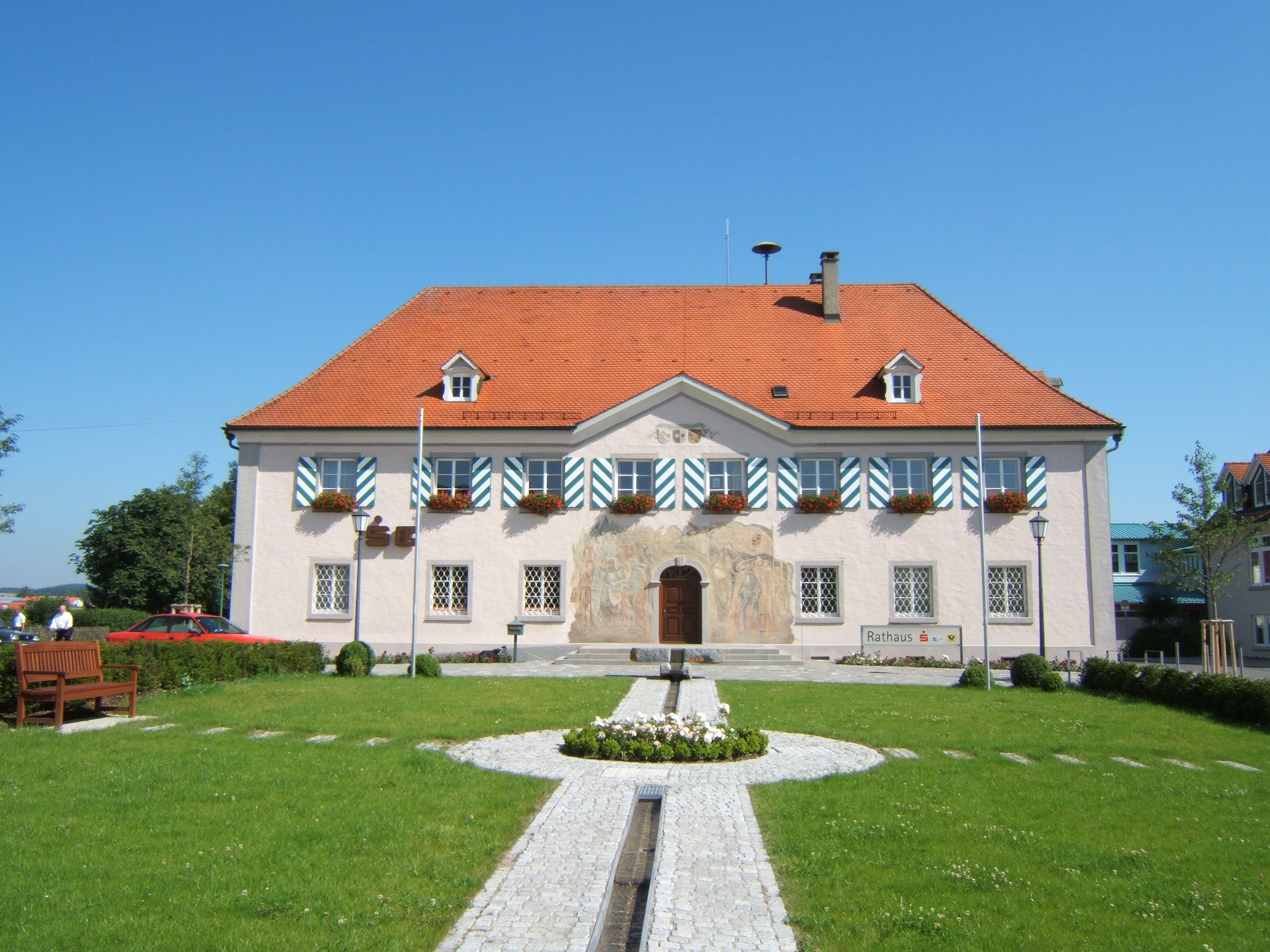
Ратуша